# Pleasant Hills (Ohio)
Pleasant Hills statisztikai település az USA Ohio államában, Hamilton megyében. Lakosainak száma 950 fő (2020. április 1.).

## Népesség
A település népességének változása:

| 2010 | 606 |
| 2020 | 950 |